# Галатин
Гала́тин (болг. Галатин) — село у Врачанській області Болгарії. Входить до складу общини Криводол.

## Населення
За даними перепису населення 2011 року у селі проживали 640 осіб.
Національний склад населення села:
| Національність   | Кількість осіб | Відсоток |
| ---------------- | -------------- | -------- |
| болгари          | 424            | 66,4%    |
| цигани           | 210            | 32,9%    |
| Всього відповіли | 639            |          |

Розподіл населення за віком у 2011 році:
Динаміка населення: